# Église baptiste de la 16e rue
L’église baptiste de la 16e rue (anglais : Sixteenth Street Baptist Church) est une église baptiste de Birmingham dans l'État de l'Alabama aux États-Unis, affiliée à la Convention baptiste nationale progressiste.  

## Histoire
L'église est fondée en 1873 sous le nom de First Colored Baptist Church of Birmingham.  En 1880, elle déménage à son emplacement actuel, sur la 16e rue.  En 1893, elle compte 450 membres.
Durant le Mouvement des droits civiques, l'église fut un des quartiers généraux du mouvement et un lieu de rassemblement des manifestations des noirs contre le racisme institutionnalisé dans la ville. Les révérends Fred Shuttlesworth, le chef organisateur local du mouvement et Martin Luther King prenaient fréquemment la parole dans cette église.
Le dimanche 15 septembre 1963, elle fut la cible d'un attentat à la bombe perpétré par des membres du Ku Klux Klan, attentat qui tua quatre jeunes filles (Addie Mae Collins, Carole Robertson, Cynthia Wesley et  Denise McNair) et en blessa vingt-deux autres. Cet attentat fut l'un des quarante cinq attentats à la bombe qui, durant une décennie, viseront les leaders et les lieux du  mouvement des droits civiques ou des noirs qui habitaient dans des quartiers que les suprémacistes estimaient réservés à la population blanche. L'enterrement de trois des quatre fillettes fut suivi par plus de 8 000 personnes, noirs et blancs mais par aucun officiel de la ville. Cet attentat choqua le pays et eut un fort écho dans le monde. Il entraina un plus fort engagement du pouvoir fédéral et facilita les lois sur les droits civiques (Voting Rights Act) que le président Johnson fit voter l'année suivante.
En 2002, Arthur Price, Jr. devient le pasteur principal.
L'église est désignée National Historic Landmark en 2006[réf. nécessaire].

## Source
- (en) Cet article est partiellement ou en totalité issu de l’article de Wikipédia en anglais intitulé « 16th Street Baptist Church » (voir la liste des auteurs).